# Multiplikationstecken
Multiplikationstecken (eller, vardagligt, gångertecken) är symboler som används för att beteckna den matematiska operationen multiplikation och finns i formerna halvhög punkt (·), som placeras på samma nivå som ett plus- eller minustecken, och multiplikationskryss (×, ibland skrivet med ett större kryss: ✕ eller en asterisk: *).
Multiplikationskrysset används framförallt i vardagssvenskan när de ingående faktorerna representerar mot varandra vinkelräta mått i rymden som bör hållas separata, och inte räknas ihop:
Ett golv på 5 meter × 3 meter (15 m²)
eller
ett akvarium med måtten 100 × 45 × 45 centimeter (202 500 cm³ = 202,5 liter).
Här används ibland också det större multiplikationskrysset.
Vid angivning av förstoringsgrad, exempelvis på kikare eller mikroskop, används ibland det större multiplikationskrysset, som då skrivs tätt intill förstoringsmagnituden.
Inom den linjära algebran representerar ett multiplikationskryss en speciell typ av multiplikation, som för två vektorer ger en tredje vektor som resultat. För mer information om detta, se kryssprodukt. För information om den vektormultiplikation som resulterar i ett enda tal, se skalärprodukt.

## Typografiska aspekter
Multiplikationskrysset (×) är att föredra framför den halvhöga punkten (·) i de texter där decimalpunkt (. eller i viss engelskspråkig litteratur ·) används istället för decimalkomma (,). I svensk litteratur är således · att föredra, medan man i engelskspråkig litteratur betydligt oftare använder ×.
Språkrådet hänvisar till tecknet "Bullet operator" ∙ (Unicode U+2219) som multiplikationspunkt, som i vissa teckensnitt har en annorlunda utformning än tecknet "Middle dot" · (Unicode U+00B7).
Multiplikationstecknet ska omges av mellanrum, utom då det fungerar som ett förtecken som exempelvis vid angivning av förstoringsgrad, och bör inte ersättas med bokstaven x eller med en asterisk (*).
Vid multiplicering mellan ett eller flera tal och ett bråk, både skrivet med horisontellt streck och med solidus (exempelvis ½), rekommenderas att man skriver ut multiplikationstecknet eftersom det annars lätt kan förväxlas med ett bråk skrivet i blandad form.
Av estetiska och typografiska skäl rekommenderas att man även skriver ut tecknet då man multiplicerar två eller flera bråktal (skrivna med horisontellt streck eller solidus) – alternativt är att skriva ut produkten av bråken med en gång.
Ibland kan multiplikationstecknet uteslutas då det upplevs som överflödigt, exempelvis vid multiplicering av variabler:
{\displaystyle ax^{2}+3bx+c}
vilket är det samma som
{\displaystyle a\cdot \ x^{2}+3\cdot \ b\cdot \ x+c}
Observera att denna regel inte gäller vid multiplikation mellan två eller fler "vanliga" tal bestående av siffror.

## Kodning
För att skriva tecknen kan följande HTML- och Unicode-koder användas:
| Tecken                                  | HTML     | Unicode | Utseende |
| --------------------------------------- | -------- | ------- | -------- |
| halvhög punkt benämnd "middle dot"      | &middot; | U+00B7  | ·        |
| halvhög punkt benämnd "bullet operator" | &#8729;  | U+2219  | ∙        |
| mindre multiplikationskryss             | &times;  | U+00D7  | ×        |
| större multiplikationskryss             | &#10005; | U+2715  | ✕        |

## Tangentbordet
För att skriva tecknet direkt kan följande kombinationer användas på ett svenskt/finskt tangentbord:
| Tecken                                  | macOS               | Linux                                                      | SFS 5966      | Utseende |
| --------------------------------------- | ------------------- | ---------------------------------------------------------- | ------------- | -------- |
| halvhög punkt benämnd "middle dot"      | ⌥ Shift .           | AltGr . eller Compose . - (i följd)                        | AltGr Shift X | ·        |
| halvhög punkt benämnd "bullet operator" | ⌥ q eller ⌥ Shift § | Compose . = (i följd)                                      |               | ∙        |
| mindre multiplikationskryss             |                     | AltGr Shift ' (motsv. AltGr *) eller Compose x x (i följd) | AltGr x       | ×        |
| större multiplikationskryss             |                     |                                                            |               | ✕        |

Under Microsoft Windows stöds inget av tecknen direkt av "svensk" eller "finsk" tangentuppsättning.